# Тамакульский сельсовет
Тамаку́льский сельсове́т — муниципальное образование со статусом сельского поселения в Далматовском районе Курганской области Российской Федерации.
Административный центр — село Тамакульское.

## История
В соответствии с Законом Курганской области от 6 июля 2004 года № 419 сельсовет наделён статусом сельского поселения.

## Население
| 1989 | 2002 | 2010 | 2012 | 2013 | 2014 | 2015 |
| ---- | ---- | ---- | ---- | ---- | ---- | ---- |
| 1019 | ↘707 | ↘436 | ↘401 | ↘369 | ↘338 | ↘323 |
| 2016 | 2017 | 2018 | 2019 | 2020 |      |      |
| ↘308 | ↘293 | ↘284 | ↘276 | ↗282 |      |      |

## Состав сельского поселения
| № | Населённый пункт | Тип населённого пункта       | Население |
| - | ---------------- | ---------------------------- | --------- |
| 1 | Бабинова         | деревня                      | ↘7        |
| 2 | Падерино         | село                         | ↘75       |
| 3 | Тамакульское     | село, административный центр | ↘354      |